# Felix von Dombrowski
Felix von Dombrowski bzw. (von) Dombrowsky (eigentlich Felix Karl Dabrowski; * 21. Juni 1895 in Sarajevo, Österreich-Ungarn; † 25. November 1954 in Wien) war ein österreichischer Sänger, Theater- und Filmschauspieler sowie Rundfunkmoderator.

## Leben und Wirken
Dombrowskis bzw. Dabrowskis Eltern waren der galizische Adelige Stanislaus von Dabrowski, ein k.u.k. Beamter der bosnisch-herzegowinischen Landesregierung, und dessen Frau, die Modistin Alice geb. Brolich. Felix von Dombrowski begann seine Bühnenlaufbahn beim Ausbruch des Ersten Weltkriegs in St. Pölten. In der darauf folgenden Spielzeit, 1915/16, wechselte er an das Jubiläums-Theater in Klagenfurt, wo er als Schauspieler (Rollenfach „drastischer Komiker“) wie auch als Sänger auftrat. Hier blieb er bis 1917, als ihn ein Ruf Rudolf Beers an das von diesem geleitete Wiener Theater in der Josefstadt ereilte. Es folgte gegen Kriegsende eine Verpflichtung an das Wiener Stadttheater, nahezu zeitgleich trat Dombrowski erstmals vor die Kamera und wirkte Anfang der 1920er Jahre in mehreren recht unbedeutenden Stummfilmen mit. Wieder zurück auf der Bühne, feierte der Künstler 1922 einen großen Erfolg am Wiener Lustspieltheater in dem Musikstück Das Dreimäderlhaus. Im März 1924 spielte er die Hauptrolle des Prinzen von Alcantara in der Uraufführung der Robert-Stolz-Operette Ein Ballroman.
Einige Jahre später sah man Dombrowski auch am Landestheater Linz, in der Spielzeit 1933/34 am Theater an der Wien. Als Conférencier nahm der Schauspieler im selben Jahrzehnt (1930er Jahre) auch an Rundfunkübertragungen teil und wirkte 1936 mit Sketchen im Kabarett Simpl mit. Nahezu zeitgleich meldete sich erneut der Film bei Dombrowski, und der Wiener wirkte mit allerlei Chargen in bekannten Unterhaltungsproduktionen mit. In den Folgejahren konnte man ihn mal als Portier und mal als Regisseur sehen, mal als Autor und Kriminalkommissar sowie als Hochzeitsfotograf und als Kutscher und schließlich auch als Gefängnisaufseher und Ober in einem Lokal. Während des Zweiten Weltkriegs wirkte Dombrowski überwiegend als Sprecher im Reichssender Wien, setzte aber seine Conférencier-Tätigkeit auch nach 1945 im wiedererstandenen Österreich fort.
Dombrowski war ab 1941 mit seiner Kollegin Gertrud Stich verheiratet. Nach einigen Jahren wurde die Ehe geschieden und er lebte zuletzt in einer Beziehung mit der Schauspielerin Herta Klose. Er starb 1954 in seiner Wohnung in Wien-Penzing und wurde auf dem Grinzinger Friedhof beigesetzt. Das Grab ist nicht erhalten.

## Filmografie
- 1919: Teufelstriller (Kurzfilm)
- 1921: Klein Bobby auf der Fährte (Kurzfilm)
- 1922: Faustrecht
- 1922: Das Apachenmädel
- 1935: Kleine Mutti
- 1935: Die ganze Welt dreht sich um Liebe
- 1936: Donaumelodien
- 1937: Premiere
- 1938: Immer, wenn ich glücklich bin
- 1939: Das Abenteuer geht weiter
- 1939: Ich bin Sebastian Ott
- 1939: Das Glück wohnt nebenan
- 1939: Marguerite: 3
- 1940: Krambambuli
- 1943: Reisebekanntschaft
- 1949: Liebling der Welt